# ولفگانگ وبر
ولفگانگ وبر (به آلمانی: Wolfgang Weber) بازیکن فوتبال و مدافع اهل آلمان است که از سال ۱۹۶۴ میلادی عضو تیم ملی فوتبال آلمان بوده‌است. وی در ۵۳ بازی ملی حضور داشته‌است و آخرین بازی ملی خود را در سال ۱۹۷۴ میلادی انجام داد. ولفگانگ وبر در بازی‌های ملی‌اش ۲ گل به ثمر رساند. او یکی از گلزنان فینال جام جهانی ۱۹۶۶ مقابل انگلستان بود.